# Ratusz w Łasinie
Ratusz w Łasinie – obecna siedziba Urzędu Miasta i Gminy znajdująca się w mieście Łasin, w powiecie grudziądzkim, w województwie kujawsko-pomorskim. Znajduje się przy ulicy Radzyńskiej.
Budowa ratusza została rozpoczęta w 1898 roku, natomiast zakończona została w 1900 roku. Budowla reprezentuje styl eklektyczny. Elewacje z cegły ozdobione są zieloną cegłą glazurowaną. Elewacja frontowa wyróżnia się wieżą zegarową i sygnaturką, rozbudowanymi szczytami, wykuszem i narożnikową wieżyczką. Budowlę nakrywa dach złożony z dachówki, układanej w geometryczne barwne wzory.